# Try
«Try» — песня американской певицы Пинк, выпущенная 6 сентября 2012 года на лейбле RCA Records в качестве второго сингла из шестого студийного альбома исполнительницы The Truth About Love. Авторами песни выступили Busbee и Бен Уэст, а продюсером Грег Кёрстин. Песня представляет собой рок-балладу с лирикой о риске в любви.
«Try» получила положительные отзывы от критиков, большинство из которых отметили, что песня является одной из лучших в альбоме. Песня имела коммерческий успех, достигнув первой позиции в Испании и первой десятки в Австралии, Австрии, Канаде, Германии, Италии, Новой Зеландии, Польши, Швейцарии, Великобритании и Соединенных Штатов. Также песня достигла верхней двадцатки во многих странах.

## О песне
1 июня 2012 года в интернет просочилась демоверсия лид-сингла «Blow Me (One Last Kiss)», в результате чего выход песни состоялся на шесть дней раньше. Рэйчел Рачка из The Boston Globe заявила, что демоверсия второго сингла из альбома была слита в интернет в сентябре.
Песня была написана дуэтом GoNorthToGoSouth и изначально, должна была стать их песней. Премьера сингла состоялась 6 сентября на радио. Лирикс-видео на песню стало одним из пяти видео (вместе с «Slut Like You», «Just Give Me a Reason», «How Come You’re Not Here» и «Are We All We Are»), которые Pink выложила на своем официальном канале на YouTube 12 сентября. Согласно информации сайта News.com.au, сингл «Try» был отправлен на австралийское радио 9 сентября и стал самой запрашиваемой песней недели. Некоторые критики нашли сходство обложки сингла с обложкой альбома Кайли Миноуг X 2007 года.
«Try» является рок-балладой в стиле 80-х годов, написанная Беном Уэстом и Майклом Басби, построенная на принципе «тихий куплет громкий припев». Продюсером песни выступил Greg Kurstin, который продюсировал «Blow Me (One Last Kiss)». Лирика песни повествует о желании сохранить отношения, даже если придется пойти на риск. Песня написаны в тональности си-минор в умеренном темпе 104 ударов в минуту. Песня состоит из аккордов Bm−G−D−D/A , а вокал Pink охватывает диапазон от D4 до D5.
Песня получила в основном положительные отзывы от критиков. Эндрю Хэмп из Billboard сказал, что песня напоминает хит 2009 года «Whataya Want from Me», который написала сама Pink для альбома For Your Entertainment, певца Адама Ламберта. Джош Лангофф из PopMatters назвал «Try» «настойчивой одой любви». Джон Мерфи из musicOMH назвал песню «попыткой показать голос Пинк». Amy Sciarretto из Pop Crush заметила сходство голоса Pink с голосом Келли Кларксон. Дин Пайпер из Mirror Online назвал сингл радиохитом. Сара Родман из Boston Globe охарактеризовал трек как «боевой клич». Роберт Копсай из Digital Spy назвал песню разнообразной по звучанию , а Кэрин Ганз назвал её «тягучей». Льюис Корнер из Digital Spy поставил песне 4 из 5 баллов. Сэл Кайнкьюмани дал самую негативную оценку песне, назвав её слишком мрачной и толкающей Pink назад.
Грэк Кот из Chicago Tribune отметил, что лучше чем Pink! выразить смысл лирики песни не смог бы никто.
«Try» дебютировал на 56 месте в чарте Billboard Hot 100 6 октября 2012 года. Также композиция дебютировала на 29 месте в чарте поп-песен. На пятнадцатой неделе в чарте Billboard Hot 100 после выступления на American Music Awards 2012 песня с 50 позиции добралась до 18 места. На 15 неделе песня оказалась на пиковом для себя 9 месте в Billboard Hot 100. В чарте Канады песня дебютировала на 26 месте. Через неделю песня упала на 86 место став самым «большим падением недели». Через неделю песня вновь вошла в шестидесятку песен чарта.10 ноября 2012 года «Try» поднялся до 25 места. «Try» дебютировал на 163 позиции британского чарта 23 сентября 2012 года. 11 ноября 2012 года песня вошла в топ 40 на сороковом месте и достигла пика на 8 месте 9 декабря 2012 года. Сингл дебютировал на пятом месте в Германии. Во Фрайбурге песня достигла второй позиции. В чарте Новой Зеландии «Try» дебютировал на 21 месте и в течение двух недель выступал на 7 месте, эта позиция выше чем у предыдущего сингла Pink! «Blow Me (One Last Kiss)».
Съемки видео состоялись в августе 2012 года. Pink сказала, что это видео является самым красивым в её карьере. Видео было выпущено 10 октября 2012 года. Режиссёром клипа выступила Флория Сигизмонди, а хореографию поставил Golden Boyz (который работал с Бритни Спирс и Мадонной), трюки поставил Себастиан Стэлла. Golden при создании танцев, был вдохновлен парижскими уличными танцами.
Создание этого видео было очень веселым и интересным. Оно стало самым крутым за всю мою карьеру.
 Партнером по танцам Pink в видео стал Колт Пратс.
P!nk написала также написала мнение своей матери, после съемок клипа, которая была поражена увиденным на съемочной площадке.
Видео было обыграно в выступлении на церемонии 2012 American Music Awards, за которое Пинк получила хвалебные отзывы от критиков. Журнал Billboard, поставил выступление на второе место, в пятерке лучших выступлений вечера.
Сюжет видео проходит в двух местах: в деревянном доме и в пустыне. На протяжении всего клипа Pink и Колт Пратс выполняют сложные акробатические танцы, которые символизируют тяжелые и жестокие отношения.
Критики положительно оценили музыкальное-видео.
Джеймс Монтгомери из MTV News
Несмотря на всю сложность , клипу удается быть таким же крепким как и тела танцоров.В некоторых моментах танцы напоминают хореографию из клипа «Fjögur píanó» группы Sigur Rós
 .Сэм Ланский из Idolator, сказал, что P!NK хорошо выразила эмоции которые нужны для клипа.
Джейсон Липшут из Billboard отметил, что Пинк и Пратс органично смотрятся вместе и легко доносят смысл песни до зрителя. Кэти Хэстай из HitFix оценила физические способности певицы.

## Живое исполнение
Впервые Pink исполнила «Try» на Австралийской версии The X Factor 2 октября 2012 года. На 2012 American Music Awards была исполнена постановка имитирующая сюжет видеоклипа. Сайт Yahoo! , назвал это выступление одним из лучших в карьере Пинк, и смело может составить конкуренцию знаменитому выступлению с Glitter In The Air на Grammy Awards 2010 года. CNN отметил факт, что Pink смогла привнести в свою 13 летнюю карьеру, что-то свежее и неожиданное. Billboard назвал выступление одним из пяти лучших выступлений вечера. Многие знаменитости в микроблоге Twitter оставили свои сообщения о выступлении P!nk.
Nicole Scherzinger
Пинк правила на AMA!!!Её мышление за гранями!!У неё есть талант , который сделал это выступление блестящим!

Carly Rae Jepsen
Pink твое выступление было удивительным!

Jenny McCarthy 
Как обычно ... выступление Пинк было лучше всех!

Хилари Скот из Lady Antebellum
Мне повезло , что я смогла увидеть выступление PINK!Это по настоящему вдохновляющие!
8 декабря 2012 года Пинк исполнила трек на Wetten, dass..? («Wanna bet that..?») в Германии. На выступлении было вновь воссоздано музыкальное видео.

## Список композиций
- CD single[56]

1. «Try» — 4:07
2. «My Signature Move» — 3:44

## Участники записи
| «Try» - Busbee — автор - Kevin Dukes — гитара - Greg Kurstin — клавишные, бас-гитара, сведение, продюсер - Ben West — автор | «My Signature Move» - Pink (Alecia Moore) — автор, вокал, бэк-вокал - Jake Sinclair — бэк-вокал, сведение, музыка, автор - Butch Walker — бэк-вокал, музыка, продюсер, автор |

Информация взята из мини-буклета к CD синглу.

## Появление в чартах
| Chart (2012)                             | Peak position |
| ---------------------------------------- | ------------- |
| Австралия (ARIA)                         | 6             |
| Australia (ARIA Airplay Chart)           | 1             |
| Австрия (Ö3 Austria Top 40)              | 3             |
| Бельгия/Фландрия (Ultratop 50)           | 16            |
| Бельгия/Валлония (Ultratop 50)           | 10            |
| Канада (Billboard Canadian Hot 100)      | 4             |
| Croatia (Airplay Radio Chart)            | 5             |
| Чехия (Rádio — Top 100)                  | 2             |
| Дания (Tracklisten)                      | 15            |
| Финляндия (Suomen virallinen lista)      | 13            |
| Франция (SNEP)                           | 15            |
| Германия (GfK)                           | 2             |
| Венгрия (Rádiós Top 40)                  | 2             |
| Ирландия (IRMA)                          | 12            |
| Italy (FIMI)                             | 2             |
| Нидерланды (Dutch Top 40)                | 23            |
| Нидерланды (Single Top 100)              | 19            |
| Новая Зеландия (Recorded Music NZ)       | 7             |
| Норвегия (VG-lista)                      | 12            |
| Польша (Polish Airplay Top 100)          | 2             |
| Romania (Romanian Top 100)               | 2             |
| Russian Billboard Hot 50 Airplay         | 6             |
| Шотландия (OCC Scotland)                 | 5             |
| Словакия (Rádio — Top 100)               | 1             |
| South Africa (Mediaguide)                | 2             |
| South Korea International Singles (Gaon) | 136           |
| Испания (PROMUSICAE)                     | 1             |
| Швеция (Sverigetopplistan)               | 47            |
| Швейцария (Schweizer Hitparade)          | 2             |
| Великобритания (OCC UK Singles)          | 8             |
| США (Billboard Hot 100)                  | 9             |
| США (Billboard Pop Airplay)              | 6             |
| США (Billboard Dance Club Songs)         | 21            |
| США (Billboard Adult Pop Airplay)        | 1             |
| США (Billboard Adult Contemporary)       | 1             |

### Годичные чарты
| Чарт (2012)                    | Позиция |
| ------------------------------ | ------- |
| Австралия (ARIA)               | 51      |
| Австрия (Ö3 Austria Top 40)    | 55      |
| Hungary (Rádiós Top 40)        | 64      |
| Germany (Media Control Charts) | 70      |

## Сертификации
| Регион | Сертификация          | Продажи   |
| --- | --------------------- | --------- |
| Австралия (ARIA) | 7× Платиновый         | 490 000   |
| Австрия (IFPI Austria) | Золотой               | 15 000*   |
| Бельгия (BEA) | Золотой               | 15 000*   |
| Бразилия (ABPD) | Бриллиантовый         | 250 000   |
| Канада (Music Canada) | 6× Платиновый         | 480 000   |
| Дания (IFPI Danmark) | Золотой               | 15 000^   |
| Финляндия (Musiikkituottajat) | Золотой               | 19,433    |
| Германия (BVMI) | Платиновый            | 300 000^  |
| Италия (FIMI) | 4× Платиновый         | 120 000   |
| Мексика (AMPROFON) | 2× Платиновый+Золотой | 150 000   |
| Новая Зеландия (RMNZ) | 2× Платиновый         | 60 000    |
| Португалия (AFP) | Золотой               | 10 000    |
| Испания (PROMUSICAE) | Золотой               | 20 000*   |
| Швейцария (IFPI Switzerland) | 2× Платиновый         | 60 000^   |
| Великобритания (BPI) | Платиновый            | 600 000   |
| США | —                     | 2,000,000 |
| Стриминг |                       |           |
| Дания (IFPI Danmark) | Платиновый            | 1 800 000 |
| Швеция (GLF) | Платиновый            | 8 000 000 |
| * Данные о продажах приведены только на основе сертификации. · ^ Данные о тиражах приведены только на основе сертификации. · Данные о продажах + прослушиваниях приведены только на основе сертификации. · Данные только о прослушиваниях приведены на основе сертификации. |                       |           |

## История релиза
| Страна         | Дата             | Формат                  | Лейбл       |
| -------------- | ---------------- | ----------------------- | ----------- |
| Австралия      | 6 сентябрь, 2012 | Mainstream radio        |             |
| United States  | 29 октябрь, 2012 | Hot AC radio            | RCA Records |
| United States  | 30 октябрь, 2012 | Top 40/Mainstream radio | RCA Records |
| Германия       | 16 ноябрь, 2012  | CD single               | Sony Music  |
| Великобритания | 16 ноябрь, 2012  | Цифровая дистрибуция    | RCA Records |